# La terra dei cuochi
La terra dei cuochi è stato un programma televisivo italiano in onda in prima serata su Rai 1, e in contemporanea in alta definizione su Rai HD, dal 26 aprile al 2 giugno 2013 per 6 puntate, con la conduzione di Antonella Clerici.

## Il programma
Il programma consiste in una sfida culinaria tra persone comuni con una grande passione per la cucina. Ogni concorrente viene abbinato a un personaggio famoso che ha il compito di aiutare e sostenere il proprio cuoco nel corso della sfida. Nei panni di "Superchef", unico giudice professionista del programma a giudicare i piatti dei concorrenti, lo chef pluristellato Davide Scabin. Oltre ai suoi giudizi, i piatti preparati dai concorrenti vengono sottoposti all'assaggio da parte di un loro parente, che deve giudicare "al buio" un piatto che potrebbe essere quello preparato dal proprio familiare.
Chef di produzione Alberto Colacchio, già visto a La prova del cuoco, chiamato dalla produzione per la selezione dei concorrenti ai provini e assistente di Davide Scabin nella preparazione dei piatti di scena e dei giochi gastronomici per i vip.
La sigla del programma è una rivisitazione della canzone La terra dei cachi degli Elio e le Storie Tese.
Il vincitore del programma riceve un montepremi di 120.000 euro in gettoni d'oro per avviare un ristorante tutto suo. La prima e unica edizione del programma è stata vinta da Lapo Magni, affiancato da Paola Barale.

## Il cast
| Concorrente           | Aiutante VIP       | Parente Assaggiatore     |
| --------------------- | ------------------ | ------------------------ |
| Nicola Trois          | Emanuela Aureli    | Monica - sorella         |
| Lapo Magni            | Paola Barale       | Elena - mamma            |
| Lorenzo Giacco        | Rosita Celentano   | Sonia - ex moglie        |
| Luca Vicentini        | Tosca D'Aquino     | Maria Teresa - mamma     |
| Imma Ferraro          | Ugo Dighero        | Carlo Alberto - fratello |
| Viviana Dal Pozzo     | Giorgio Mastrota   | Giampietro - marito      |
| Valentina Scarnecchia | Flavio Montrucchio | Giorgia - cugina         |
| Livia Ramodelli       | Walter Nudo        | Benedetta - mamma        |

## Tabella riassuntiva
- Vincitore della prima prova
- Vincitore della seconda prova
- Eliminato
- Vince la prova VIP

| Lapo Magni            | Paola Barale       | N.D. |                        |                        |                        |                        | VINCITORE              |                        |                        |                        |                        |
| Valentina Scarnecchia | Flavio Montrucchio |      | N.D.                   |                        |                        |                        | SECONDA                |                        |                        |                        |                        |
| Viviana Dal Pozzo     | Giorgio Mastrota   |      | N.D.                   |                        |                        |                        | TERZA                  |                        |                        |                        |                        |
| Luca Vicentini        | Tosca D'Aquino     | N.D. |                        |                        |                        |                        | Eliminato (Semifinale) | Eliminato (Semifinale) | Eliminato (Semifinale) | Eliminato (Semifinale) | Eliminato (Semifinale) |
| Imma Ferraro          | Ugo Dighero        |      | N.D.                   |                        |                        | Eliminata (4ª puntata) | Eliminata (4ª puntata) | Eliminata (4ª puntata) | Eliminata (4ª puntata) |                        |                        |
| Nicola Trois          | Emanuela Aureli    | N.D. |                        |                        | Eliminato (3ª puntata) | Eliminato (3ª puntata) | Eliminato (3ª puntata) | Eliminato (3ª puntata) |                        |                        |                        |
| Lorenzo Giacco        | Rosita Celentano   | N.D. |                        | Eliminato (2ª puntata) | Eliminato (2ª puntata) | Eliminato (2ª puntata) | Eliminato (2ª puntata) |                        |                        |                        |                        |
| Livia Ramodelli       | Walter Nudo        |      | Eliminata (1ª puntata) | Eliminata (1ª puntata) | Eliminata (1ª puntata) | Eliminata (1ª puntata) | Eliminata (1ª puntata) |                        |                        |                        |                        |

## Ascolti
| Puntata       | Messa in onda  | Chef ospiti     | Telespettatori | Share  |
| ------------- | -------------- | --------------- | -------------- | ------ |
| 1             | 26 aprile 2013 | Moreno Cedroni  | 3.547.000      | 14,39% |
| 2             | 3 maggio 2013  | Chicco Cerea    | 3.337.000      | 13,42% |
| 3             | 10 maggio 2013 | Heinz Beck      | 3.342.000      | 13,68% |
| 4             | 17 maggio 2013 | Mauro Uliassi   | 3.410.000      | 14,08% |
| 5             | 24 maggio 2013 | Marianna Vitale | 3.489.000      | 14,60% |
| 6             | 2 giugno 2013  | Davide Scabin   | 3.482.000      | 16,19% |
| Media Auditel | Media Auditel  | Media Auditel   | 3.435.000      | 14,39% |